# Gedaliah Alon

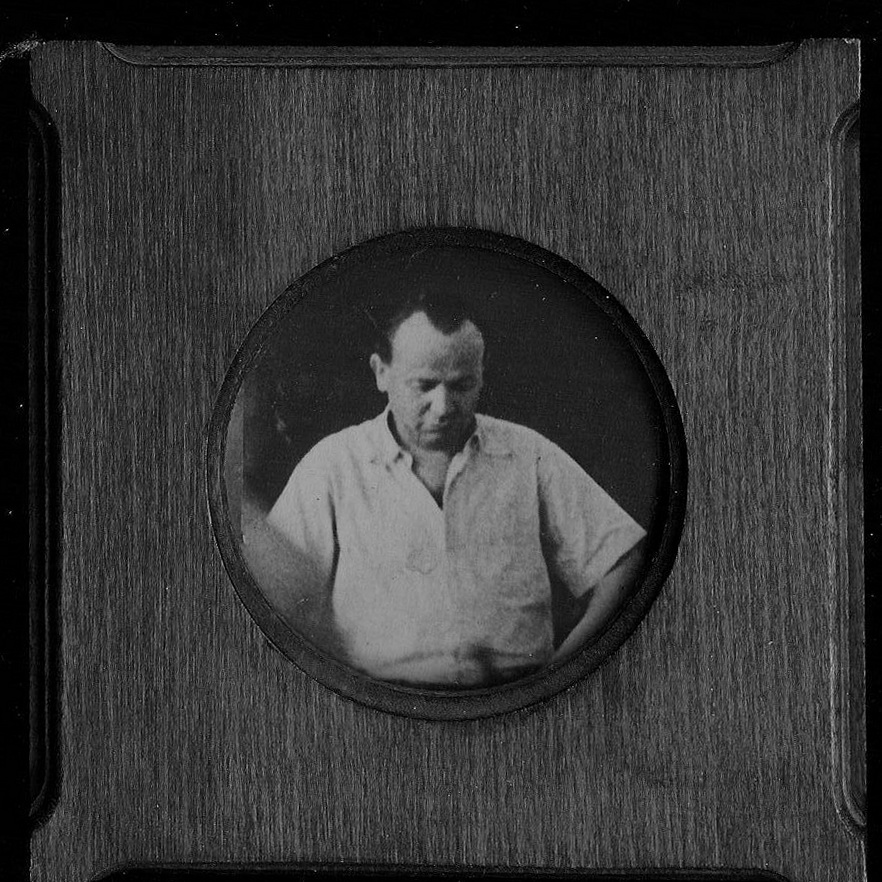
Gedaliah Alon

Gedaliah Alon (hebräisch גדליה אלון‎; geboren 1901 in Kobryn; gestorben am 17. März 1950 in Jerusalem) war ein israelischer Historiker. Ein Schwerpunkt seiner Arbeit war die jüdische Geschichte in Palästina während der römischen Kaiserzeit. Er wurde 1953  postum mit dem Israel-Preis in der Sektion Jüdische Studien ausgezeichnet.

## Leben
Gedalia Rogoznizki, so sein Geburtsname, studierte in seiner Jugend an der Jeschiwa von Slabodka. 1917 kehrte er nach Kobryn zurück, wo er eine religiöse, hebräische Schule namens Chevrona aufbaute. Zugleich engagierte er sich in der zionistischen Bewegung. Nach einem Jahr Studium am Rabbinerseminar zu Berlin wanderte er 1924 oder 1925 während der Vierten Alija ins britische Mandatsgebiet Palästina ein und immatrikulierte sich für die Fächer Klassische Philologie und Jüdische Studien an der neugegründeten Hebräischen Universität Jerusalem. Er war 1931 einer der ersten Absolventen dieser Universität, wo er fortan Talmud und Jüdische Geschichte lehrte. Im Palästinakrieg nahm er als Mitglied der Hagana an den Kämpfen um Jerusalem teil. Er starb 1950 an einem Herzinfarkt. Durch seinen plötzlichen Tod blieb die Dissertation unvollendet, an der er arbeitete, und so liegt sein Werk vor allem in Artikeln vor, die er auf neuhebräisch in der Fachzeitschrift Tarbiz veröffentlichte und die von seinen akademischen Schülern postum in Buchform herausgegeben wurden.

## Werk
Alons Werk ist von grundlegender Bedeutung für die Geschichte des antiken Judentums, da er mit einem Konzept brach, das bis dahin dominierte und beispielsweise durch Emil Schürer repräsentiert wird. Dieser ließ von einem christlichen Standpunkt aus die jüdische Geschichte in Palästina mit dem Jüdischen Krieg im Wesentlichen enden; der Bar-Kochba-Aufstand erscheint als Epilog. Alon betonte dagegen die Kontinuität jüdischen Lebens und jüdischer Institutionen in Eretz Israel auch nach 135 bis in die Epoche von Mischna und Talmud. Ausführlich behandelt wird freilich nur die Epoche der Mischna, etwa bis zum Tod Jehuda ha-Nasis.
In innovativer Weise untersuchte Alon die juristisch oder homiletisch ausgerichtete talmudische Literatur auf ihren historischen Gehalt. Diese Informationen setzte er zu griechisch-römischen Quellen in Beziehung, wobei ihm zeitbedingt wenig archäologisches, epigraphisches oder numismatisches Material zur Verfügung stand. Auffällig ist bei Alon die Tendenz, die historische Bedeutung Jochanan ben Sakkais herabzusetzen, während Rabban Gamliel als historischer Akteur von ihm aufgewertet wurde. Aharon Oppenheimer weist darauf hin, dass Alon bei der Quellenkritik Pionierarbeit betrieb und ihm infolgedessen Fehleinschätzungen unterliefen. Das betrifft den Umfang, in dem die römischen Sieger Grund und Boden nach 70 n. Chr. enteigneten oder die Gleichsetzung von Begriffen der römischen Provinzialverwaltung mit Angaben zur jüdischen Selbstverwaltung in der rabbinischen Literatur. Die Quellen für den Bar-Kochba-Aufstand behandelte Alon als gleichwertig, auch wo es sich um legendarisches Material handelt, das mit größerem zeitlichen Abstand zu den dargestellten Ereignissen niedergeschrieben wurde.

## Veröffentlichungen (Auswahl)
- The Jews in their Land in the Talmudic Age (2 Bände). Übersetzt und herausgegeben von Gershon Levi. Magnes Press, Jerusalem 1980 und 1984.
- Jews, Judaism, and the Classical World: Studies in Jewish History in the Times of the Second Temple and Talmud. Übersetzt von Israel Abrahams. Magnes Press, Jerusalem 1977.